# Gönnebek
Gönnebek település Németországban, Schleswig-Holstein tartományban. Lakosainak száma 533 fő (2023. december 31.).

## Népesség
A település népességének változása:
| Lakosok száma | 350  | 478  | 489  | 509  | 520  | 533  |
|               | 1975 | 2017 | 2019 | 2021 | 2022 | 2023 |